# Mount Shadbolt
Mount Shadbolt är ett berg i Antarktis. Det ligger i Östantarktis. Nya Zeeland gör anspråk på området. Toppen på Mount Shadbolt är 2 270 meter över havet.
Terrängen runt Mount Shadbolt är huvudsakligen kuperad, men åt nordost är den bergig. Trakten är glest befolkad. Närmaste befolkade plats är Odell Glacier Station, 13,3 kilometer väster om Mount Shadbolt.